# Rolls-Royce Griffon
El Griffon de Rolls-Royce es un motor V12 aeronáutico de 37 litros de cilindrada, refrigerado por líquido, diseñado y construido por la compañía británica Rolls-Royce Limited a partir de 1938.
Los trabajos en el diseño comenzaron en 1938 a petición del Arma Aérea de la Flota (Fleet Air Arm) de la Marina Real Británica, en el marco del desarrollo de nuevos aviones como el Fairey Firefly. En 1939 se decidió también que el motor se podría adaptar para su uso en el Spitfire. Sin embargo, el desarrollo fue pospuesto temporalmente para concentrar los esfuerzos en los más pequeños Merlin y en el Vulture de 24 cilindros. Así, el motor no entró en producción hasta principios de 1940.
El Griffon fue el último en la línea V12 de motores aeronáuticos producidos por Rolls-Royce, cuyo cese llegó en 1955. Algunos motores Griffon siguen funcionando y se pueden observar en los aparatos de la RAF del centro-museo Memorial de Vuelo de la Batalla de Inglaterra (Battle of Britain Memorial Flight), así como en el avión de patrulla marítima Avro Shackleton.